# Polly Brown
Polly Browne (Birmingham, 18 aprile 1947) è una cantante britannica.

## Biografia
Polly Brown ha inizialmente raggiunto notorietà come membro dei gruppi Pickettywitch e Sweet Dreams. Nell'agosto 1974 ha avviato la sua carriera da solista con la pubblicazione di Up in a Puff of Smoke, che ha raggiunto la 43ª posizione della Official Singles Chart e la 16ª della Billboard Hot 100, oltre alla 3ª della Hot Dance Club Play statunitense. Ha trovato successo anche in Oceania, raggiungendo la 13ª posizione in Nuova Zelanda e la 22ª in Australia. Il secondo singolo della cantante, You're My Number One, si è fermato alla numero 30 della classifica neozelandese. Il suo album di debutto eponimo è uscito nel 1973 ed è stato seguito due anni più tardi da Special Delivery. Nel 1976 ha partecipato a A Song for Europe, il programma di selezione per il partecipante britannico all'Eurovision Song Contest, con due canzoni: Do You Believe In Love At First Sight?, come solista, e Love, Kiss and Run, insieme ai Sweet Dreams e Tony Brown. I brani si sono classificati rispettivamente al 10º e al 4º posto.

## Discografia

### Album in studio
- 1973 – Polly Brown
- 1975 – Special Delivery
- 1994 – Freedom
- River Deep Mountain High (con la The Phil Dennys Orchestra)

### Singoli
- 1972 – The Feeling's Right / I Can't Do Without You
- 1972 – I'll Cry My Heart Out for You / Teardrops Will Fall
- 1973 – So Much in Love / I Can't Go On Living Without You
- 1973 – Amoureuse / Crazy Love
- 1974 – Up in a Puff of Smoke / I'm Saving All My Love
- 1975 – Special Delivery / Am I Losing My Touch
- 1975 – Dial L for Love / Love, Lovin' You
- 1975 – You're My Number One / S.O.S.
- 1976 – Do You Believe in Love at First Sight / Shot Down in Flames
- 1976 – Love Bug / Love Bug Buzzin
- 1977 – Beautiful Things For You / My Heart Keeps Breaking Over You
- 1977 – You're My Number One
- 1980 – Bewitched / Writing You a Letter
- 1981 – Precious to Me / Never Dared to Love